# Biovalley

Das Logo von BioValley

BioValley ist ein 1996 gegründeter trinationaler Zusammenschluss der biotechnologisch und biomedizinal arbeitenden Universitäten und Unternehmen im Dreiländereck am Oberrhein.
Die Gründungsinitiative ging vom frankophilen deutsch-schweizerischen Unternehmer Georg Endress aus, der zahlreiche Führungspersönlichkeiten der regionalen Industrie und der Universitäten für die Verbandsgründung gewinnen konnte. Der Verband umfasst ca. 300 Forschungs- und Produktionsbetriebe in Südwestdeutschland, der Nordschweiz und dem Elsass.
Der Verband besteht aus drei regionalen Vereinigungen (CH,D,F) – geleitet von einem trinational zusammengesetzten Vorstand. Die Präsidentschaft wechselt im Zweijahresturnus zwischen den Vorsitzenden der regionalen Vereinigungen.